# Mártonhegyi evangélikus templom
A brassói Mártonhegyi evangélikus templom (németül: Martinsberger Kirche) Óbrassóban, a Közép utca (Strada de Mijloc, Mittelgasse) fölött található. A reformáció előtt védőszentje után Szent Márton-templomnak nevezték, ezt a nevet őrzi az 580 méteres magaslat (a Fellegvár-hegy északnyugati nyúlványa), melyen a templom áll, és amelyről jelenlegi elnevezését kapta. Építésének idejét a 14. század közepére teszik, kezdetben valószínűleg egy udvarház kápolnája volt. A 16. században az evangélikusok vették át, szentélyét a 18. század végén elbontották, helyén a templomot kétszeresére meghosszabbították, ekkor nyerte el jelenlegi formáját. A 20. század közepétől már nem használják imahelyként.

## Története
Több régi vélemény (Losteiner Leonárd, Benkő József) szerint a templom 1235-ben épült, ugyanis megjelenik Gregorius brassói festő egyik táblaképén, mely állítólag Lukas Hirscher városbíró egyik fiktív, templomépítő ősét ábrázolja 1235-ös dátummal. Újabb vélemények szerint azonban a kép felirata 1535-re utal, és nem egyértelmű, hogy a Szent Márton-templomot ábrázolja-e vagy sem.
Régészeti feltárások arra engednek következtetni, hogy a középkori templomépületet a 14. század közepén emelték, és egy kisebb közösséghez (udvarházhoz vagy kolostorhoz) tartozott. Losteiner még úgy vélte, hogy egy ferences kolostorról volt szó, azonban a helyszínen feltárt 14–15. századi kerámia, pénzérmék, lámpák arra utalnak, hogy itt egy jómódú földesúri rezidencia virágzott. Több kutató szerint (Binder Pál, Harald Roth és mások) szerint itt székelt a brassói városvezetés, mielőtt a várfalakon belüli, legelőször 1420-ban említett régi városházába költözött volna.
Okmányban legelőször 1395-ben említik meg a Szent Mártonnak szentelt brassói kápolnát („Capela Beati Martini in monte Brassoviensi seu Corona exstructa”): a Brassóba látogató Zsigmond magyar király meghagyta, hogy heti négyszer misézzenek, és ebből a célból évi 40 aranyforintos adományt rendelt el, melyet kezdetben a papnak, később a gondnoknak fizettek. 1427-ben építéséről adnak hírt; feltehetően az 1421-es török betörésben megrongálódott. 1437-ben Zsigmond király a kápolnának adományozta a várfalakon belüli, a jelenlegi Szent János utca területén fekvő birtokát, de csak 1447-ben ismerték el a birtokjogot. Erre a telekre később 14 házat építettek, melyek bérleti díjából fedezték az évi negyvenforintos miseadományt. Legrégibb fennmaradt harangja 1521-ből származik, felirata „magister andreas de brasch anno 1.5.2.1.”, azonban okmányok nem említenek Andreas nevű brassói harangöntőt. 1529-ben Petru Rareș feldúlta a templomot, bár nem ismeretes, hogy maga az épület megrongálódott-e; a számlákban mindenesetre megjelenik a pap egész évi fizetése (vagyis a misézés zavartalanul folyt).
A reformáció után az evangélikusok vették át, majd egy falfelirat tanúsága szerint 1668-ban átépítették. Régi barokk oltára 1685-ből származott, ezt később a Barcasági Szász Múzeumban állították ki. Mai oltárát 1730-ban készítette Stephan Schuler, órával ellátott harangtornyát 1764-ben emelték. A 18. század végére az épület már kicsi volt az óbrassói szász közösség számára, így kérvényezték a tanácstól a templom megnagyobbítását, majd 1795–1796-ban a régi szentélyt lebontva keleti irányban mintegy kétszeresére hosszabbították, egészen a kerítőfalig (melyet belefoglaltak az új épületbe). Új szentélyét egy fél nyolcszög alaprajzú apszis zárja le. Mai temetője szintén ebből az időszakból származik.
A 20. század közepétől már nem használták istentiszteleti helyként. 1963-ban, a belvárosi református templom lebontásának alkalmával a magyar reformátusok meg akarták vásárolni a Mártonhegyi templomot, azonban a szászok nem adták el azt. A 21. század elején felújításokat és régészeti feltárásokat végeztek.

## Leírása
A történelmi központtól északra, a Fellegvár-hegy északnyugati kiszögellésén (az 580 méter magas, úgynevezett Márton-hegyen) áll. Egykoron ovális alakú kerítőfal övezte, mely valószínűleg nem védelmi célból épült, hanem csak a telek határait jelezték vele; a nyugati oldalon máig fennmaradt egy viszonylag alacsony, támpillérekkel alátámasztott kőfal. Az északra nyíló udvaron van a 18. századi paplak és más melléképületek, a déli oldalon pedig a temető. A 20. század elején az épületegyüttes még egyedül uralta a magaslatot, a templom nyugati oromzatát esténként arany fényben fürdette a lenyugvó nap, mikor a várost már árnyékba vonta a közelgő éjszaka. A század folyamán azonban környékét beépítették, a nyugati főbejárathoz vezető utcát megszüntették.
A templom szerkezetében nyomon követhetőek az építés szakaszai: nyugati része részben magában foglalja a támpillérekkel erősített, faragott kőtömbökből épült középkori kápolna oldalfalait, keleti része (a szentélyt is beleértve) pedig téglából és kőből épült. Nyeregteteje cseréppel fedett, harangtornya nyugati oldalán van. Ablakai szögletesek; a középkori, gótikus ablakokból csak egy maradt fenn, a déli fal nyugati végén. Három bejárata közül kettő középkori eredetű: csúcsíves főbejárata nyugati oldalán van, északon pedig egy kisebb, szintén gótikus portál nyílik a paplak felé. Keleti bejáratát a 18. századi átépítéskor hozták létre. A hajó déli oldalán is volt egy portál, de ezt befalazták; szegélyén a „hic fuit 1559” felirat olvasható.
A kelet-nyugati tengelyű, téglalap alaprajzú templomhajó keleti részén egy nagyon rövid szentélyben végződik, melynek déli oldalán sekrestye nyílik. Mennyezetét és záróköveit barokk stukkók díszítik. A belső tér egységes, a hajó és a szentély közötti határvonalat csak a vakolat kialakítása jelzi. Nyugati, gótikus hatású karzata valószínűleg középkori eredetű, északi és déli karzatai fából készültek.

## Képek

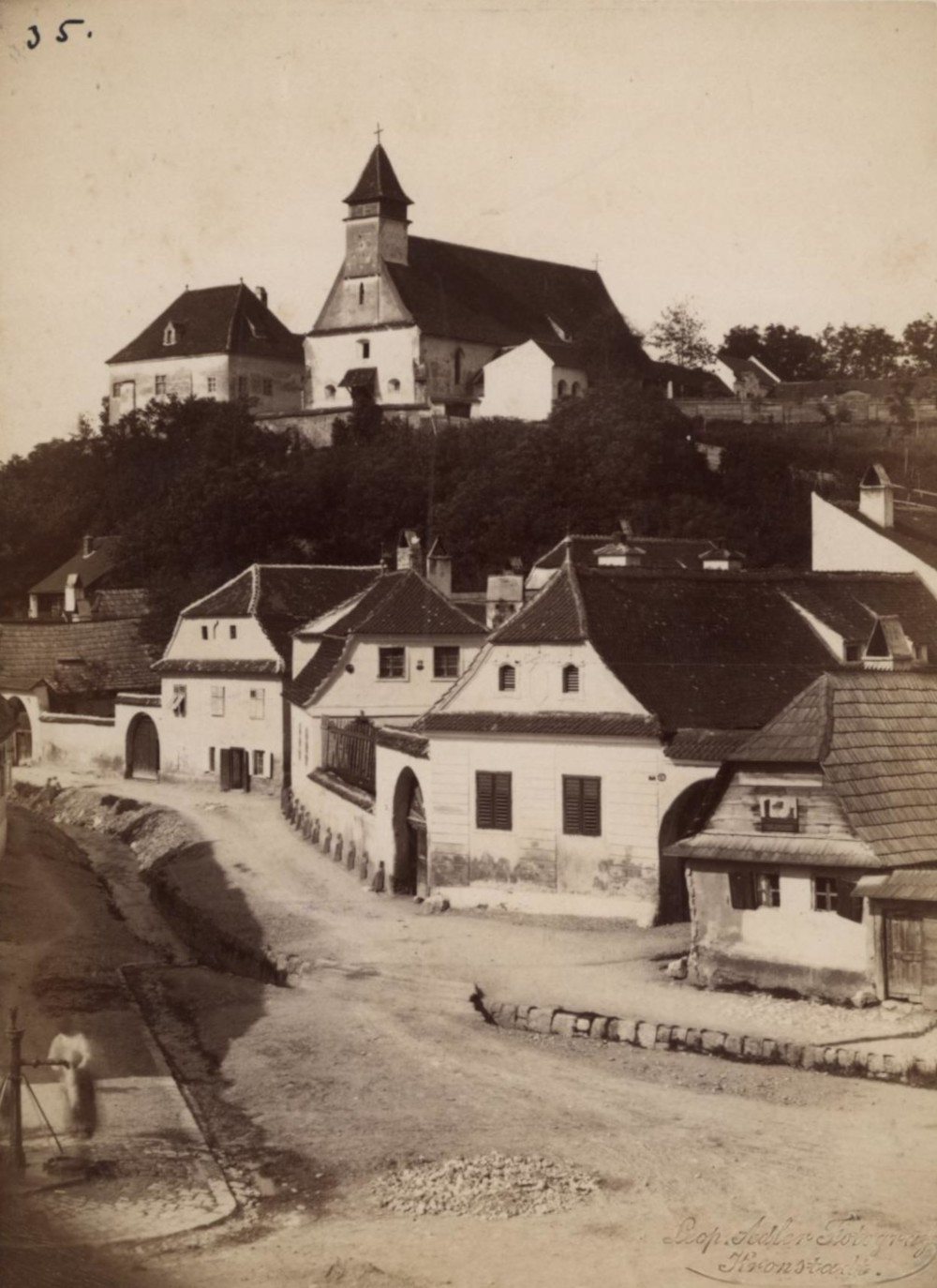
1889-ben, előtérben a Közép utca
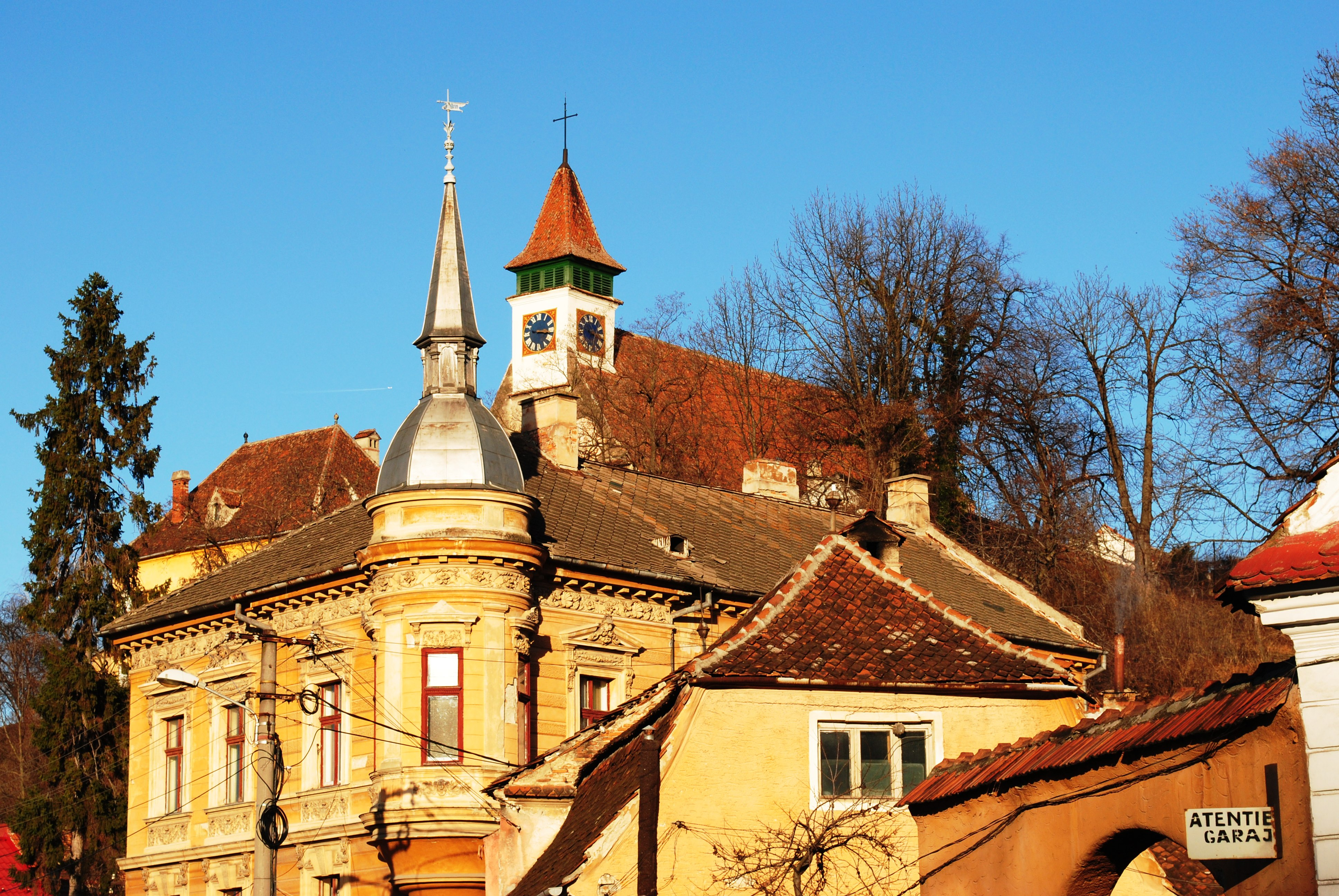
2010-ben
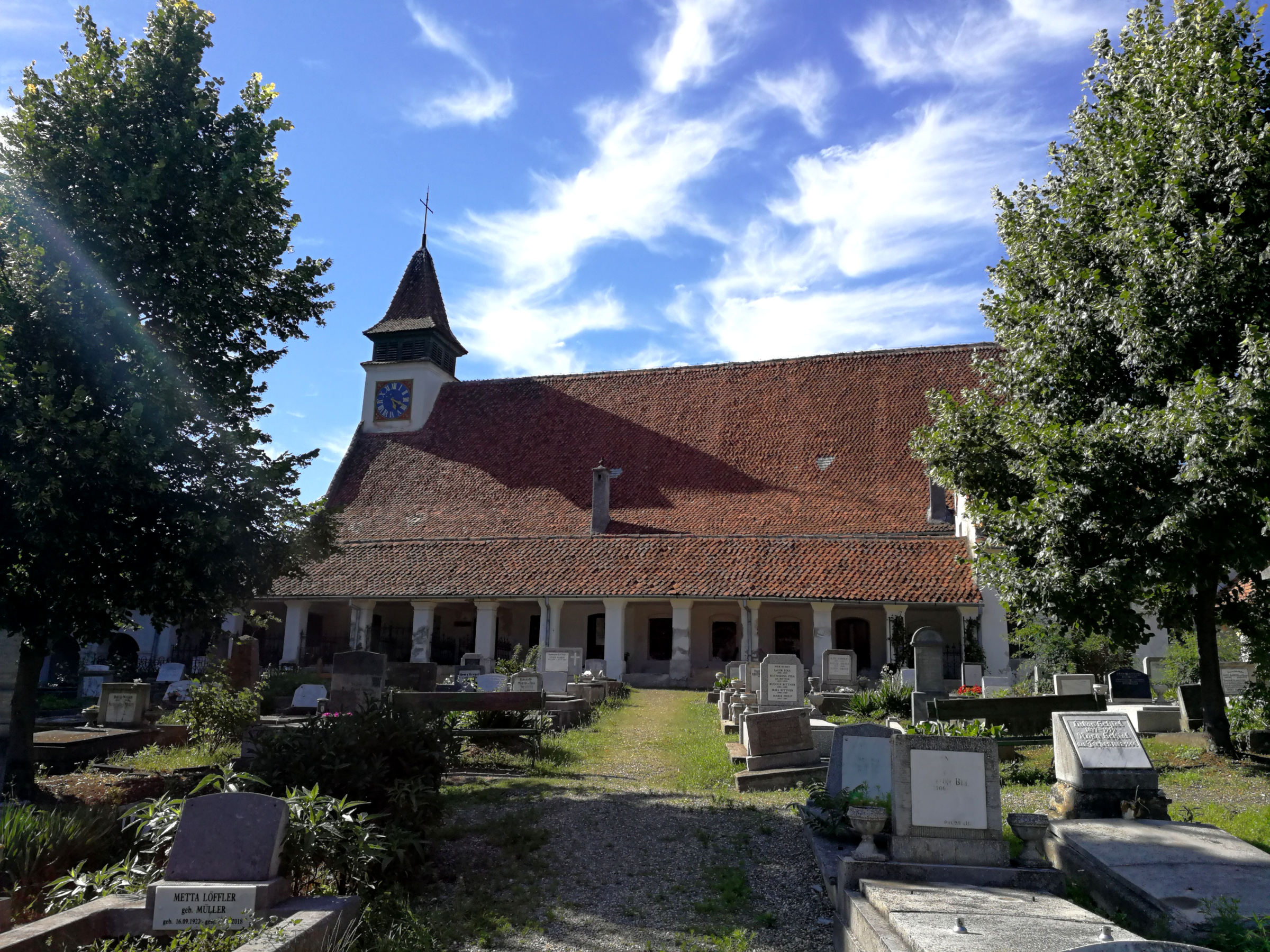
Déli oldala kriptasorral és temetővel
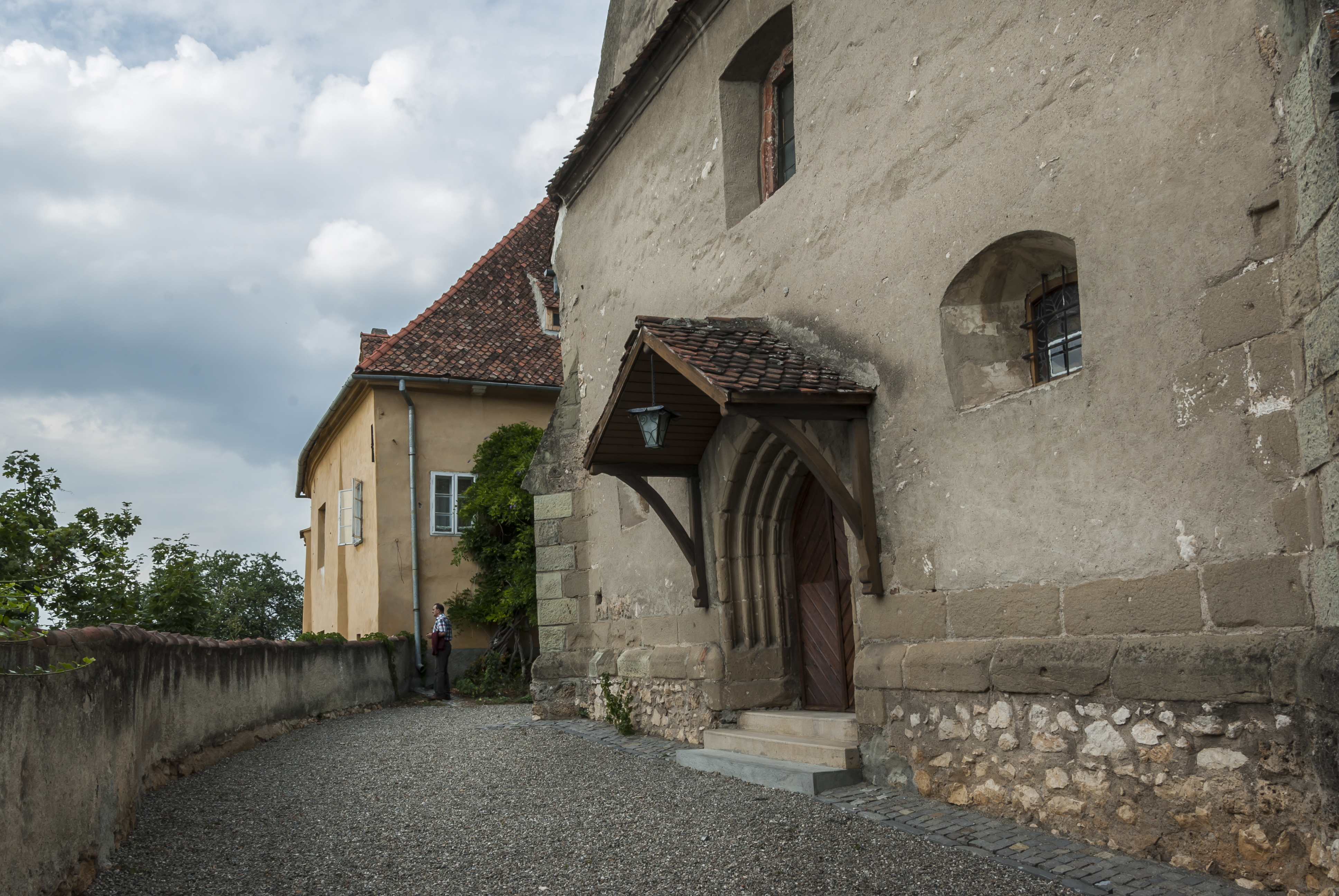
Gótikus nyugati bejárata és kerítőfala
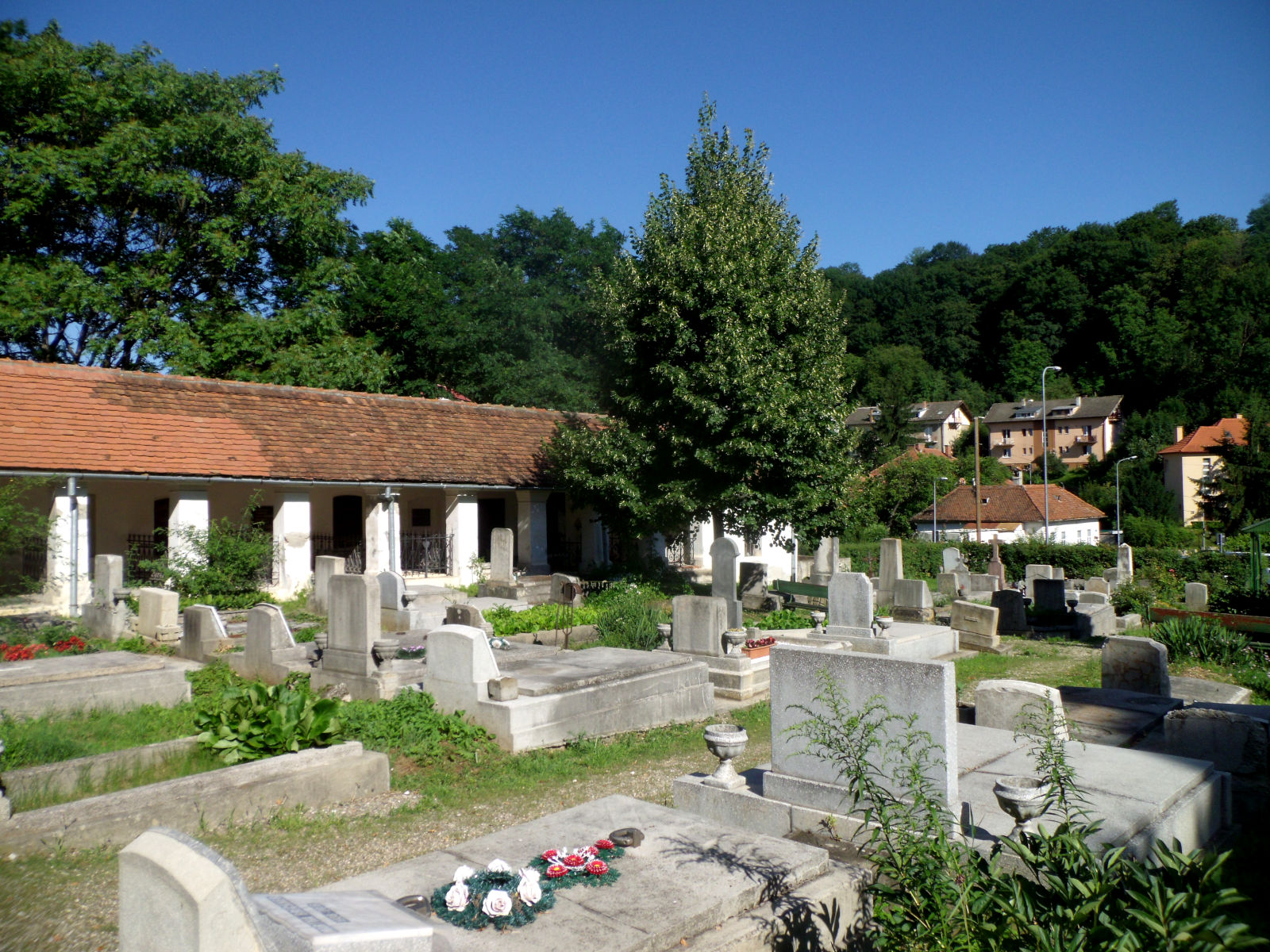
Temetője